# Nova Moca
Nova Moca ist ein Ort (aldeia) im Hinterland des Distrikts Mé-Zóchi auf der Insel São Tomé im Inselstaat São Tomé und Príncipe.

## Geographie
Der Ort liegt auf einer Höhe von ca. 840 m etwa zwei Kilometer südlich von Monte Cafe zusammen mit Saudade.
Wenige hundert Meter westlich des Ortes liegt der bekannte Wasserfall Cascata de São Nicolau.

## Geschichte
Im 19. Jahrhundert produzierte die Plantage (roça) Arabica-Kaffee von hoher Qualität. Anfang der 2000er Jahre übernahm Claudio Corallo (* 1951), ein Agraringenieur italienischer Herkunft, einen Teil des Landes, rationalisierte die Anbaumethoden und führte eine strenge Auswahl von Pflanzen durch, die es Nova Moca-Kaffee ermöglichten, seinen Ruf auf den Weltmärkten wiederzugewinnen.